# Сангареді
Сангареді — унікальне родовище бокситів. Розташоване в найбільшій у світі бокситоносній провінції Джалон Мандінго (бокситоносний район Боке-Гаваль), що в Ґвінеї.

## Історія
Відкрите у 50-х роках ХХ ст.

## Характеристика
Родов. Сангареді являє собою єдиний поклад площею близько 10 кв.км. За високою якістю бокситів (вміст Al2O3 60-62 %, SiO2 — менше 1 %) і великою потужністю бокситового пласта (18-24 м, місцями до 40 м) родовище Сангареді унікальне, єдине у світі. Початкові запаси — 300 млн т.

## Розробка родовища
Родовище розробляє компанія Compagnie des Bauxites de Guinee (CBG), що є спільним підприємством міжнародного консорціуму Halco (Alcoa — 43 %, Alcan Ltd. — 33 %, Pechiney — 10 %, Comalco — 4 %, VAW Aluminium AG — 10 %), якому належить 51 % акцій, і уряду Ґвінеї (49 %). З 1999 р. управління компанією CBG здійснює американська компанія Alcoa. На родовищі (рудник Боці) у 2000 р. видобуто 14 млн т бокситів. Рудник включає кар'єри Сангареді, Бідікум (Bidikoum) і Сілідара. Майже за 30 років експлуатації на родовищі Сангареді було видобуто близько 250 млн т бокситів. На початку XXI ст. 85-90 % руди добувається в кар'єрах Бідікум (середній вміст Al2O3 50 %) і Сілідара (середній іміст Al2O3 — 52 %), а багаті руди кар'єру Сангареді із вмістом Al2O3 62 % практично вироблені (середній вміст в кар'єрі Сангареді зараз — 55 % Al2O3 і 1.1 % SiO2). Змішуючи руди Сангареді з біднішими бокситами родовищ Бідікум і Силідара, отримують сировину із вмістом Al2O3 54 %, яку збагачують на фабриці в м. Камсар, звідки після дроблення і сушки (вологість знижується з 12.5 % до 6.7 %) відправляють споживачам морським шляхом. Невелику частину бокситів кальцинують для постачання на ринок абразивів.

## Виробництво глинозему
Канадська компанія Aluminium Industry Professionals Inc. в 2000—2001 рр. підготувала ТЕО будівництва глиноземного заводу Сангареді в районі Боці. Розрахункова оптимальна потужність першої черги заводу (2005 р), становить 1.3 млн т глинозему на рік при питомих капітальних витратах 1061 дол./т.